# Таванга
Тава́нга (рос. Таванга) — селище (в минулому присілок) у складі Кедрового міського округу Томської області, Росія.

## Населення
Населення — 27 осіб (2010; 28 у 2002).
Національний склад (станом на 2002 рік):
- росіяни — 93 %